# Инаугурация Владимира Путина (2024)
Инаугурация Владимира Путина в качестве президента Российской Федерации состоялась 7 мая 2024 года и ознаменовала начало пятого срока В. В. Путина на посту президента России. Президентскую присягу принял председатель Конституционного суда России Валерий Зорькин.

## Планирование
Владимир Путин занимает пост президента Российской Федерации с 31 декабря 1999 года, за исключением периода с 2008 по 2012 годы, когда эту должность занимал Дмитрий Медведев.
Согласно официальным данным, на президентских выборах 2024 года Владимир Путин одержал победу со счётом 87,28 % голосов.
После церемонии инаугурации Путин получил право находиться на посту главы государства до мая 2030 года. Как отмечает «Интерфакс», по окончании пятого президентского срока Путин сможет считаться самым долго правившим главой российского государства после Ивана Грозного и Екатерины II.

## Церемония
В полдень Владимир Путин вошёл в Георгиевский зал Большого Кремлёвского дворца и через Александровский зал прошёл в Андреевский зал, где взял присягу на Конституции. Трансляцию церемонии вели российские федеральные СМИ, в том числе ТАСС.
В своём выступлении после принесения присяги президент Путин выразил благодарность жителям всех регионов России и «нашим историческим землям, защищавшим право быть с родиной» за их поддержку. Он также выразил уважение к участникам полномасштабного вторжения России в Украину и всем, кто принимает участие в борьбе. В своей инаугурационной речи Владимир Путин заявил, что государственная система должна стать более гибкой, но при этом обеспечивать «стабильность развития». Он охарактеризовал результаты последних президентских выборов как «консолидированную волю миллионов» и «колоссальную силу».
Путин акцентировал внимание на результатах выборов, отметив, что граждане России подтвердили правильность курса страны. Он подчеркнул, что это имеет особенное значение в свете серьёзных испытаний, с которыми сталкивается страна. Путин также заявил, что Россия находится на рубеже периода развития, и одной из её целей является сохранение нации. Он выразил уверенность в том, что поддержка семейных ценностей и традиций будет объединять различные уровни власти.
Помимо этого, Путин отметил, что Россия не отказывается от диалога с Западом и что разговоры, включая те, которые касаются безопасности и стратегической стабильности, могут быть возобновлены. Он подчеркнул, что стабильность не должна восприниматься как стагнация, а государственная и общественная система должны быть гибкими и способствовать обновлению и прогрессу.
Пятая инаугурация Путина была схожа с церемонией 2018 года. Как и шесть лет назад, Путин прибыл в Большой Кремлёвский дворец на лимузине «Аурус Сенат». Однако в этот раз его сопровождали электрические мотоциклы той же марки. Во время церемонии Путина показали сначала сидящим за столом в рабочем кабинете в Первом корпусе Кремля, затем он проследовал по длинным коридорам Кремля, на этот раз останавливаясь для осмотра висящих на стенах картин. Речь президента также завершилась исполнением оперного фрагмента «Славься» из произведения Михаила Глинки «Жизнь за царя». Под музыку начался салют из батареи пушек ЗИС-3, развернутых на Кремлёвской набережной, в ходе которого одно из деревьев было повреждено.
Несмотря на некоторые изменения в деталях церемонии, общий торжественный характер и символизм инаугурации сохранились. Пятая инаугурация Владимира Путина подтвердила его длительное пребывание на посту президента России и произошла на фоне продолжающихся внутриполитических ограничений и внешних конфликтов.
После инаугурации Путина правительство России подало в отставку — теперь российский президент должен назначить нового премьер-министра. 10 мая Путин предложил Государственной думе кандидатуру Михаила Мишустина на пост главы правительства; в тот же день нижняя палата подтвердила переизбрание Мишустина.

## Гости
На церемонии инаугурации присутствовало около 2600 гостей. Помимо в обязательном порядке присутствовавших членов правительства, администрации президента, депутатов обеих палат парламента, судей Конституционного суда, членов Центризбиркома, на церемонии присутствовали доверенные лица Владимира Путина, представители российского духовенства, дипломатический корпус, главы регионов России и другие российские высокопоставленные чиновники. Так, на инаугурацию приехали Председатель Правительства Российской Федерации Михаил Мишустин, министр обороны Сергей Шойгу, мэр Москвы Сергей Собянин, глава Чечни Рамзан Кадыров, президент РСПП Александр Шохин. Среди гостей церемонии также были генеральный директор «Первого канала» Константин Эрнст, глава «Мосфильма» Карен Шахназаров, генеральный директор ПАО «Газпром нефть» Александр Дюков, главный редактор «Независимой газеты» Константин Ремчуков, композитор Александра Пахмутова, скульптор Зураб Церетели, байкер Александр Залдостанов (более известный как «Хирург»), американский актёр Стивен Сигал, певцы SHAMAN, Стас Михайлов и Лариса Долина. На сцене рядом с президентом стояли председатель Конституционного суда Валерий Зорькин и председатели Государственной думы и Совета Федерации Вячеслав Володин и Валентина Матвиенко соответственно.
Зарубежные представители
В странах Запада президентские выборы 2024 года были охарактеризованы как несвободные и несправедливые. Правительства США, Великобритании, Канады и большинства европейских государств отказались отправлять своих представителей на церемонию. Европарламент принял резолюцию рекомендательного характера, которая описывает результаты выборов как нелегитимные и недемократичные и призывает страны ЕС не признавать Путина законным президентом. На церемонию инаугурации прибыли представители шести стран Евросоюза — Франции, Венгрии, Словакии, Греции, Мальты и Кипра. Накануне церемонии Бельгия также собиралась отправить своего представителя на церемонию, но к утру 7 мая стало известно, что представители Бельгии не посетят инаугурацию.